# 桑原敏明
桑原 敏明（くわはら としあき、1936年5月5日 - 2019年7月27日）は、日本の教育制度学者、筑波大学名誉教授。フランス教育制度の研究を専門とする。愛媛県生まれ。

## 来歴
1960年東京教育大学教育学部卒、1966年東京教育大学大学院教育学研究科博士課程中退。同年東京教育大学教育学部助手に就任し、1968年から愛知教育大学教育学部講師・助教授・教授を経て、1975年に東京教育大学教育学部助教授。1976年に筑波大学教育学系助教授、1986年に教授を経て、筑波大学副学長の後に定年退官。昭和女子大学教授も務めた。日本教育制度学会創設に尽力し、1999年から会長。日本フランス教育学会理事も歴任。2019年7月27日、心不全のため死去。死没日をもって従四位、瑞宝小綬章追贈。

## 著書
- 編著『学級編制に関する総合的研究』多賀出版、2002年
- 共編著『教育権と教育制度』第一法規出版、1988年